# Université nationale d'Irlande à Galway
L'université nationale d'Irlande à Galway (en anglais : National University of Ireland, Galway, en irlandais : Ollscoil na hÉireann, Gaillimh) est une université irlandaise fondée en 1845.

## Histoire
L'université a ouvert en 1849 en tant que Queen's College, Galway, forte de 37 professeurs et 91 étudiants. Elle fait partie des trois Queen's Colleges institués par le Queen's Colleges (Ireland) Act de 1845, les deux autres étant ceux de Belfast et de Cork (portant aujourd'hui les noms de Queen's University Belfast et University College Cork).
En 1906, Alice Perry, reçut son diplôme d'ingénieur à University College Galway. Elle est considérée comme la première femme ayant obtenu un diplôme d'ingénieur dans le monde.
Après l'Irish Universities Act de 1908, Queen's College Galway devint une National University of Ireland et, avec une nouvelle charte, son nom devint University College Galway. Elle reçut un statut spécifique en 1929, qui faisait de l'irlandais la langue de travail de l'université. Son nom changea encore une fois en 1997 en Ollscoil na hÉireann, Gaillimh, ou National University of Ireland, Galway, par application de l'Universities Act. Elle devint ainsi Université nationale d'Irlande.
L'université est proche du centre-ville de Galway et s'étend le long de la rivière Corrib. La partie la plus ancienne de l'université, le Quadrangle, dessinée par John Benjamin Keane, est une réplique de Christ Church (Oxford), une des facultés de l'université d'Oxford. La pierre qui servit de matériau de construction est d'origine locale. Des bâtiments plus récents, construits dans les années 1970, sont l'œuvre des architectes Scott, Tallon et Walker. D'importantes extensions ont eu lieu dans les années 1990, notamment la conversion d'une usine en Student Centre et centre sportif.

## Organisation de l'université
L'université est structurée en cinq collèges :
- Arts, Social Sciences, & Celtic Studies - humanités, sciences sociales et études celtiques ;
- Business, Public Policy, & Law - commerce, politiques publiques et droit ;
- Engineering & Informatics - ingénierie et informatique ;
- Medicine, Nursing, & Health Sciences - médecine et santé ;
- Science - sciences.

## Vie de l'université
La vie étudiante sur le campus de Galway est active, avec plus de soixante clubs sportifs et huitante associations d'étudiants. La plus vieille association est la Literary & Debating Society, fondée en 1846. Une autre des plus vieilles associations est vouée à la discipline de l'histoire, la Cumann Staire (ou l'Association d'études historiques). La Cumann Staire organize Aistir, une conférence internationale pour les étudiants d'histoire au début du mois de mars, et continue de chercher à développer de nouveaux liens avec des groupes d'étudiants d'histoire dans des autres pays. Un autre grand événement annuel organisé par la Cumann Staire est le plus grand bal de l'université, le Arts Bál, qui se passe normalement en février et est fréquenté par 1 700 étudiants. La Film Society et la Drama Society sont deux des plus actives et des plus appréciées de l'université.
Tous les ans, en février, l'université accueille sur son campus un festival d'art intitulé Múscailt (en irlandais, réveiller/inspirer/célébrer). Elle met en valeur les artistes émergents de l'université. Quasiment toutes les associations étudiantes y participent. Des spectacles, concerts et expositions sont organisés sur le campus. Durant cette semaine, diverses compétitions inter-universités et remises de récompenses ont également lieu.
L'université est membre du Groupe de Coimbra.